# بينيور
بلدية بينيور (بالإسبانية: Piñor) هي بلدية تقع في مقاطعة أورينسي التابعة لمنطقة غاليسيا شمال غرب إسبانيا.

## الديموغرافيا
بلغ عدد سكان بلدية بينيور 1.362 نسمة عام 2011 (وفقاً للمعهد الوطني للإحصاء الإسباني).
| 1.722 | 1.627 | 1.560 | 1.476 | 1.444 | 1.401 | 1.362 |